# 盛京通志
『盛京通志』(拼音：shèngjīng tōngzhì, 仮名：セイキョウ ツウシ) は、清代に編纂された盛京ムクデン(現瀋陽市) の地誌。
『盛京通志』として知られているものは、補筆修正された時期に因って主に五種あるとされるが、この内、乾隆13年1748の重修本と乾隆49年1784の増補本は『欽定盛京通志』(拼音：qīndìng-, 仮名：キンテイ-) が正式名称とされる。

## 概要
| 版本   | 起稿年       | 完校年       | 編纂者                                                                      | 冊数 | 巻数 | 分類数 | 図 | 収蔵者                                  |
| ------ | ------------ | ------------ | --------------------------------------------------------------------------- | ---- | ---- | ------ | -- | --------------------------------------- |
| 初版本 | 康熙22年1683 | 康熙23年1684 | 総裁 - 将軍：伊把漢 - 副都統：穆㤗 - 副都統：佟寶 - 府尹：董秉忠            | 6    | 32   | 32     | 7  | 国立故宮博物院 (中華民国台湾)           |
| 修補本 | 康熙50年1711 | 康熙50年1711 | 督修 - 府尹：廖騰煃 - 府丞：呂履恒                                          | 6    | 32   | 32     | 9  | 中央研究院歴史語言研究所 (中華民国台湾) |
| 増輯本 | 雍正06年1728 | 乾隆元年1736 | 総裁 - 府尹：呂耀曾 - 府尹：宋筠 - 府丞：王河                               | 10   | 48   | 34     | 14 | 国立故宮博物院                          |
| 重修本 | 乾隆08年1743 | 乾隆13年1748 | 汪由敦, 他                                                                  | 12   | 32   | 35     | 13 | 国立故宮博物院                          |
| 増補本 | 乾隆43年1778 | 乾隆49年1784 | 総裁 - 章佳氏阿桂 - 于敏忠 - 梁國治 - 鈕祜禄氏和珅 - 福隆安 - 福長安 - 董誥 | 57   | 130  | 37     | 35 | 国立故宮博物院                          |

＊上表は基本的に、鄭永昌「百年變遷：清初《盛京通志》 的編纂及其內容探析」p.152「表一 康熙至乾隆年間《盛京通志》各刊本表」をもとに作成。

## 成立背景
『盛京通志』(及び『欽定盛京通志』) 編纂の背景には主に三つの素因が認められる。第一に、中央が編纂を進めていた『大清一統治』の構成要素の一部として盛京の地誌 (風土記) を編纂する必要があったこと、第二に、時代の変遷に伴って挙例や内容の訂正や増補が必要となったこと、第三に、皇帝 (乾隆帝) が祖廟を参詣する所謂「東巡」に絡ませて、清朝発祥の地としての東北地区に纏わる満洲民族の歴史的記憶を喚起させようとしたことである。

### 康熙23年初版本
「一統志」の変遷は元朝にはじまり、明朝が継承し、清朝に踏襲された。清朝が中華を平定し、国家として安定をみせはじめると、国内に「一統志」撰修の機運が高まり、康熙11年1672、保和殿大学士・衛周祚の奏請を受けた康熙帝により国内各省に編纂機関の設置が命ぜられ、爰に『大清一統治』の編纂がはじまった。胤禛 (後の雍正帝) の腹心として知られる李衛が監修した『畿輔通志』中に「康熙十一年、大學士・衛周祚奏す、天下郡縣に志書を分輯せ令めよと。詔し、其の請を允す」とあるのがその証である。
ところがそれから間も無くして三藩の乱が勃発し、各地の『大清一統治』編纂事業は座礁に乗り上げた。その後、康熙20年代初頭になってようやく乱が鎮圧され、台湾に立て篭もっていた明朝の鄭成功政権が帰順したことで、『大清一統治』編纂事業は再び機運に昂まりをみせると、康熙22年1683、イェヘナラ氏明珠の奏請を受けた康熙帝は改めて各省に編纂事業の再開を指示し、更にはその期限を三箇月とした。康熙23年1684に刊行された『盛京通志』は正にこうした背景の下に編纂され、清代東北地区で初の中央主導による「通志」となった。

### 康熙50年修補本
初版本は発刊から三十年近くの年月が経ち、版の磨耗が著しかった為、当時の奉天府府尹・廖騰煃が版の翻刻に際して修正と補正を加えたのが康熙50年の修補本である。同本は初版本と凡例や巻数などがほとんど一致していることから、長らく初版本の重刻とみなされて来たが、両本を比較すると、修補本は「職官」と「藝文」の二巻に少なからぬ増補を加えていることから、現在では重刻ではなく修補本としてみなされている。

### 乾隆1年増輯本
康熙年間に編纂が開始された『大清一統治』は、徐乾学と韓菼の相継ぐ死去など紆余曲折があり、底本がまとめられたのみで、刊行の日を待たずして康熙帝は崩御した。嗣いで即位した雍正帝は、『大清一統治』の編纂が長年滞ったままであることから、すでに編纂を完了している各省の通志が現時点での実情に即していない、ズレが大きくなっていると考え、雍正6年1728、大学士・蒋廷錫の奏請を受けて各省に内容の見直しを命じた。この時、雍正帝は完成度を重視し、期限をひとまづ一年としながらも、終わらなければ二年、三年と延長も可能と柔軟な考えを示した。盛京ではこの指示のもと『盛京通志』の内容の拡充を推し進めたが、期限のない編纂事業は往々にして遅滞が発生する。雍正9年1731に府尹に就任したばかりの楊超曾が「……此の案を査ぶるに部文は奉到して已に將に三載にならんとすれど、其れ何の修輯の處をか作せる。前任並べて未だ提及せず」と奏上していることからも事業の遅滞は明らかである。
結局、楊超曾の在任中に『盛京通志』の編輯は完成せず、雍正帝崩御の翌乾隆1年1736、呂耀曾、宋筠の在任中にようやく完成をみた。康熙帝が編纂指示を下してから40年、雍正帝が再び編纂を指示してから更に13年、三代に亘る長い編纂期間を経て乾隆5年1740、『大清一統治』がようやく日の目をみた頃には、『盛京通志』はすでに三部に及ぶ成果を重ねていた。

### 乾隆13年重修本
乾隆年間に編纂された『盛京通志』は、その編纂の目的、意義の面で、康熙・雍正年間の編纂とは大きな違いがあった。康熙・雍正年間における『盛京通志』の編纂は『大清一統治』の内容の充実が主眼であったのに対し、乾隆年間の編纂は、乾隆帝が盛京を清朝発祥の聖地と捉え直し、満洲民族の文化再興という新たな意味を『盛京通志』に賦与した点で異なっていた。
乾隆8年1743、乾隆帝ははじめて陵墓参詣の名目の下、盛京に行幸した (東巡)。その規模は祖父康熙帝が嘗て行った東巡と較べて更に盛大であったとされ、隊列は数十里に亘ったといわれる。そしてこの東巡に於いて、乾隆帝は著名な『盛京賦』を書き遺し、東北地区を満洲民族発祥の聖地として崇め、先祖の偉業を称え、その苦労を慰るとともに、子孫にその事業を継承するにあたっての心がけを詠った。盛京文化の振興という乾隆帝の念願が形となったのが乾隆13年重修本である。注目さるべきは、同本の編纂責任者を務めた汪由敦が、乾隆13年1748に乾隆帝自らが参与した満漢両文32種の篆書体による『御製盛京賦』の編纂総裁官でもあったことで、乾隆帝の思い入れの強さが窺える。
同本がそれまでの版本と異なるのは、凡例や分類などに至るまで悉く「睿裁」と「欽定」(どちらも皇帝による裁定の意) を経ていることである。しかし更に重要なのは、盛京を「天作之區」「帝臨之宅」などと表現していることで、乾隆帝が自ら東巡を通じて感じた雰囲気や、自らの足で踏み締めた大地、自らの目でみた雄大な自然などから、盛京を先祖興隆の地、国家発祥の地であると再認識しているのがわかる。即ち、乾隆帝の『盛京通志』の編輯における真の意図は満洲族の歴史的記憶の喚起にあったのである。

### 乾隆49年増補本
13年重修本と同じ動機から、40年代に乾隆帝は再び『盛京通志』の再編纂を命じている。勅旨に曰く「舊本『盛京通志』敘事簡略にして、體例亦た多く未だ合はず。軍機大臣に交し派員して纂輯を重行せ著め、書成後、武英殿に交し刊刻せよ。」
今回の編纂責任者はジャンギャ氏アグイで、6年の歳月を費やし完成した同本は、歴代の『盛京通志』の中でも最も詳細にして、且つ図の最も豊富なるもので、現在に至るまで清朝中葉以前の東北史の研究における重要な参考文献である。

## デジタル公開
『盛京通志』は現在、デジタルアーカイブにより無料公開されている。以下にその一部を紹介する。尚、二次利用については公開元に遵われたし。(「★」つきはダウンロード可能。)
- 「康熙23年初版本」
  - ★紅葉山文庫版 (国立公文書館所蔵)
  - 近衛文庫版 (京都大学附属図書館所蔵)
  - ★燕京大學版 (Harvard Library所蔵)

- 「乾隆元年増輯本」
  - ★出版者不明[注 10] (早稲田大学図書館所蔵)
  - ★燕京大學版[注 11] (Harvard Library所蔵)
- 「乾隆49年増補本」
  - ★燕京大學版 (Harvard Library所蔵)

## 脚註

### 註釈
1. ↑  鎭守奉天等處將軍臣伊把漢
2. ↑  鎭守奉天等處副都統臣穆㤗 (* 㤗は泰の異体字)
3. ↑  鎭守奉天等處副都統臣佟寶
4. ↑  註釈：「奉天府府尹臣董秉忠」
5. ↑  奉天府府尹臣廖騰煃
6. ↑  奉天府府丞臣呂履恒
7. ↑  陞任奉天府府尹臣呂耀曾
8. ↑  奉天府府尹臣宋筠
9. ↑  前署奉天府府尹奉天府府丞臣王河
10. ↑  大学側の紹介によれば咸豊年間に刊行された「乾隆元年序の補刊本」とあるが、ここでは便宜上、乾隆元年版として扱う。
11. ↑  大学の紹介では咸豊年間に「據『淸乾隆1年[1736]修刊本』補刊」(乾隆元年本に拠って補刊) とあるが、ここでは便宜上「乾隆元年本」として扱う。

### 参考
1. ↑  前言. “百年變遷：清初《盛京通志》 的編纂及其內容探析” (中文). 故宮學術季刊:  144-145.
2. 1 2 3 4 5 6 7 8 9 10 11  一、五部《盛京通志》的編纂背景. “百年變遷：清初《盛京通志》 的編纂及其內容探析” (中文). 故宮學術季刊:  145-152.
3. ↑  李, 衛 (清 エラー: 日付が正しく記入されていません。). “史部24-地理類1” (漢文). 畿輔通志. 68. -. p. 53a. "康熙十一年大學士衛周祚奏令天下郡縣分輯志書詔允其請"

### 論文
- 『故宮學術季刊』巻33, 第2期, 鄭永昌「百年變遷：清初《盛京通志》 的編纂及其內容探析」国立故宮博物院図書文献処 (中華民国台湾), 2015.12